# Kopparspik
Kopparspik (Calicium salicinum) är en lavart som beskrevs av Pers. Kopparspik (svamp) ingår i släktet Calicium och familjen Physciaceae.   Inga underarter finns listade i Catalogue of Life.